# Хиперид
Хиперид (грч. Ὑπερείδης, 390—322. п. н. е.) је био истакнути атински државник, оратор и логограф. Био је заједно са Демостеном истакнути припадник антимакедонске странке у Атини.

## Детињство и младост
Рођен је 390. п. н. е. као Глаукипидов син. Студирао је код Платона и код Исократа. У исто време је студирао кад и Ликург из Атине. Своју каријеру је започео као логограф, тј. као професионални писац говора за суђења. Хиперид је постао чувени оратор(говорник). Написао је 52 говора.

## Улаз у политику
Своју политичку каријеру започео је нападом на политичара Аристофона 363/2. п. н. е. Оптужио је за злоупотребе Аристофона, који је тада био један од најутицајнијих људи Атине. Током 360. п. н. е. тужио је Аутокла за издају. Велику популарност стекао је супротстављајући се Филипу II Македонском и његовим хегемонистичким намерама. Слагао се са Демостеном и заједнички су дјеловали са антимакедонских позиција. Један од његових најпознатијих процеса било је суђење Филократу 343. п. н. е. Филократ је био промакедонски оријентисан, па су Демостен и Хиперид нашли начин да га уклоне са политичке сцене.

## Један од вођа антимакедонске странке
Након битке код Херонеје 338. п. н. е. предложио је да се ослободе робови и да се даде грађанско право метицима, а све са циљем да се Атина лакше одбрани. Међутим његов предлог није дочекан са одобравањем, тако да није јасно да ли је икада спроведен. Залагао се да се помогне Теби, која се побунила 336/5 против Александра Великога, који је био одсутан на северу у рату против Илиира и Трачана. Александар Македонски је 335. п. н. е. након разараља Тебе тражио од Атињана да му испоруче 8 (или 10) вођа антимакедонске струје у Атини. Међу њима су били Демостен и Ликург из Атине. По Аријану и Хиперид је на тој листи, али по Плутарху Хиперид није набројан. На инсистирање Фокиона и Демада Александар је одустао од те казне.

## Харпалова афера
Александров ризничар Харпал је проневерио огромну количину новца, па је побегао у Европу са 5.000 таланата и 6.000 најамника, које је оставио на Пелопонезу. Са делом опљачканога новца је отишао у Атину, где је тражио уточиште. У Атину је дошао само са 700 таланата. Кад је ипак примљен у Атини Демостен и Фокион су се залагали да се Харпал ухапси, а Хиперид се томе противио. Антипатар и Олимпијада су тражили од Атињана да га изруче. Демостен је променио мишљење након што је од Харпала примио мито. Када је Харпал побегао из Атине Ареопаг је вршио истрагу и тада су оптужили Демостена да је узео 20 таланата. Током суђења Демостену Хиперид је говорио да Демостен није пријавио огромни мањак, јер га је Харпал подмитио. Демостен је био кажњен новчаном казном од 50 таланата и затвором, али успео је да побегне из затвора.

## Ламијски рат
Када је 323. п. н. е. умро Александар Велики Хиперид се истицао својом мржњом према Александру. Током 323. п. н. е. Хиперид је кренуо у мисију по Пелопонезу да би наговарао на устанак против Македоније. Атина је уз помоћ Харпаловога новца започела Ламијски рат. Најпре су дали Леостену да започне рат уз помоћ грчких најамника са рта Тенара, а онда су му послали и атинску војску. Леостен је победио Антипатра и држао га је под опсадом у граду Ламији. Када је Леостен погинуо приликом опсаде Ламије Хиперид је одржао велики говор њему у част. Антипатар је 322. п. н. е. победио војску грчких савезника у бици код Кранона. Након тога кренуо је према Атини.

## Смрт
Антипатар је тражио од Атињана да му предају Демостена и Хиперида. Хиперид и Демостен су побегли из града. Атинска народна скупштина је одговорила на македонски захтев, па је на подстицај Демада осудила најистакнутије антимакедонске агитаторе на смрт. Хиперид је потражио уточиште у светилишту у Егини заједно са Химерејем, братом Деметрија Фалеронскога. Међутим потера није поштовала светост азила, него их је ухапсила у светилишту и послали су их Антипатру. Хипериду је пре погубљења био одсјечен језик.

## Суђење Фрини
Фрина је била чувена грчка хетера (куртизана). Била је оптужена за скрнављење Елеузијских мистерија, па се појавила пред судом на Ареопагу. Хиперид је био њен љубавник, па је током тога суђења био њен бранилац. Иако је Хиперид био један од најспособнијих оратора изгледало је да Фрина ипак губи спор и да ће бити осуђена. Претила јој је смртна казна. Хиперид јој је пред поротом скинуо хаљину. Импресионирани њеном љепотом суци су одлучили да је ослободе свих оптужби. У то доба лепота се сматрала даром богова.